# Little Oblivions
Little Oblivions è il terzo album in studio della cantautrice statunitense Julien Baker, pubblicato nel 2021.

## Tracce
Testi e musiche di Julien Baker.
1. Hardline – 3:51
2. Heatwave – 2:44
3. Faith Healer – 2:54
4. Relative Fiction – 4:19
5. Crying Wolf – 3:29
6. Bloodshot – 3:47
7. Ringside – 4:00
8. Favor – 4:38
9. Song in E – 2:44
10. Repeat – 2:55
11. Highlight Reel – 3:36
12. Ziptie – 3:42